# Monte Stromlo

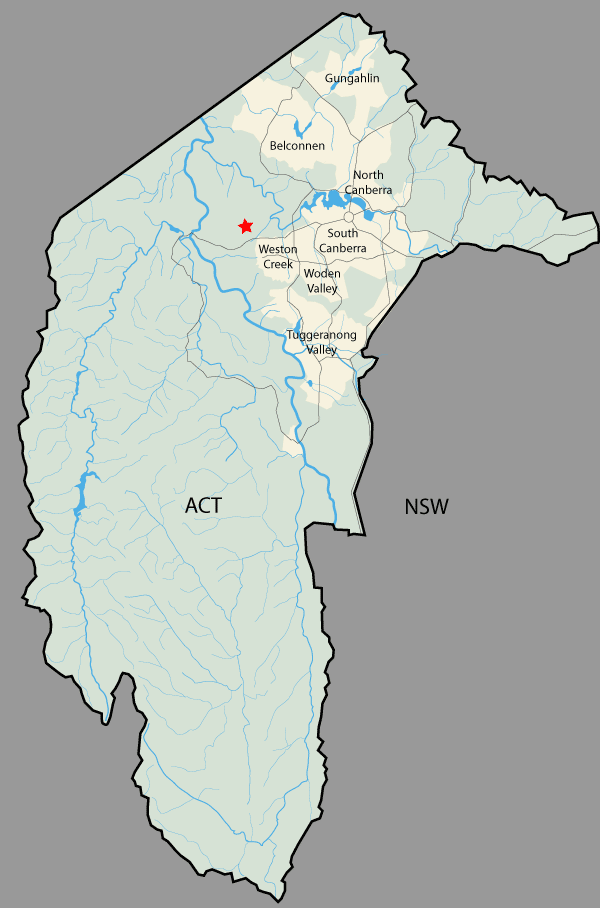
Posizione geografica del Monte Stromlo dentro il Territorio della capitale australiana.

Il Monte Stromlo è a pochi chilometri ad ovest di Canberra, Australia, vicino al distretto di Weston Creek. La sua altezza è di circa 770 metri.
Di una certa importanza è l'Osservatorio di Monte Stromlo (diretto dall'Università Nazionale Australiana)
Il nome deriva dal Monte Strom, il precedente nome ufficiale.

## Storia
Il primo telescopio installato nel Monte Stromlo fu il telescopio Oddie che fu installato l'8 settembre del 1911. L'edificio che accoglie questo telescopio fu la prima costruzione fondata dalla Comunità di Canberra. Nel gennaio del 1913, il primo telescopio fu connesso alla centrale telefonica Queanbeyan.
Il monte Stromlo è stato devastato dall'incendio di Canberra del 2003. Il fuoco, alimentato dalle pinete che coprivano il monte, distrusse o danneggiò gravemente gran parte dell'osservatorio e degli impianti di trattamento della acque.

## Mountain bike
Il monte Stromlo è una delle risorse per i mountain bikers più belle e meglio equipaggiate dell'Australia. Prima degli incendi devastanti del 2003 il monte ospitava uno dei sentieri per biciclette da montagna più antico e più bello. Nel maggio 2006 iniziò un lungo lavoro di restauro dei sentieri ad opera della World Trail, guidata da Glenn Jacobs, in associazione con il Canberra Off-Road Cyclists mountain bike club e il governo ACT.
Il parco forestale Stromlo ora include più di 35 km di tracciato singolo Cross country, un tracciato Four-cross, molte aree per observed trials e piste da downhill.
Lo Stromlo è stato scelto per ospitare i Campionati del mondo di mountain bike 2009. Dal 1 al 6 settembre 2009, il campionato ha attirato più di 30000 visitatori da più di 40 paesi. L'evento ha coinvolto più di 750 fra i maggiori riders mondiali che hanno gareggiato nelle discipline di Cross Country, Downhill, Four Cross e Observed Trials.
Attualmente lo Stromlo ospita le due maggiori manifestazioni annuali australiane di MB, lo Scott Australian 24hr MTB Championships in ottobre, e il Archiviato il 21 marzo 2015 in Internet Archive. in dicembre.
Oltre alle attrazioni legate alla MB il Monte Stromlo vanta anche un padiglione per eventi con spazio uffici e camerini, un'area bimbi, barbecues, un circuito per ciclismo su strada, un percorso di corsa cross country su erba e piste da ippica.

## Forma del terreno
Il Sontey Creek e i suoi tributari drenano il lato nord del monte, le acque del lato orientale finiscono nel torrente Molonglo. Il lato sud forma il ruscello Blugar che sbocca nel fiume Murrumbidgee.
La parte superiore del monte, dove sono ubicati i telescopi, si allarga in direzione nord-sud con un contrafforte verso sudest dove si incontra l'impianto di trattamento delle acque.